# Лука Солун
Лука Солун (грч. Λιμανι της Θεσσαλονικης) је једна од највећих морских лука у источном Медитерану. Сматра се луком за Балкан и југоисточну Европу, а налази се у Грчкој, у близини главних трансевропских аутопутева и железничких мрежа са директним приступом земљама југоисточне Европе.
Након процеса приватизације, 67% акцијског капитала ThPA S.A. је пренето на South Europe Gateway Thessaloniki 23. марта 2018. године. SEGT се тада састојао од "Deutsche Invest Equity Partners GmbH" (у чијем је власништву директно 47 %), "Terminal Link SAS" (директно власник 33%) и "Belterra Investments Ltd" (у директном власништву 20%). 4. јуна 2021. године промењена је акционарска структура пошто је акционар "Belterra Investments" Ltd купио цео удео "Deutsche Invest Equity Partners GmbH", чиме је директно поседовао 67% и тиме постао контролни акционар SEGT.

## Сервиси

### Терминал за конвенционални терет
Лука Солун је прва транзитна лука за конвенционални терет у Грчкој и једна од главних лука у источном Медитерану. Има четрнаест пристаништа погодних за све врсте расутих и расутих терета, а сви су повезани са националном и међународном железничком мрежом. Укупна дужина кејских зидова је 4.200 метара.

### Крстарење и трајекти
Лука Солун има један од највећих путничких терминала у сливу Егејског мора. Зграду путничког терминала, раније царинарницу, подигао је у последње три године османског периода (1909-1912) локални јеврејски архитекта Ели Модијано, по нацртима француско-левантског архитекте Александра Валорија.
Путнички терминал Луке Солун је у потпуности усклађен са Међународним кодексом о безбедности бродова и лучких објеката и има објекте за пријем и сервис путничког саобраћаја. Солун је, због своје близине местима од великог културног интереса и веома блиске удаљености луке од центра града, последњих година све популарнија дестинација за крстарење. Лука Солун има трајектне везе са острвима североисточног Егеја, Кикладима, Спорадима (Скијатос, Скопелос и Алонисос) и Измиром.

### Интермодалне железничке услуге
Лука Солун од 27. новембра 2020. нуди интермодалне железничке услуге са директном железничком везом између луке Солун са Софијом. Поред тога, од августа 2022, нуди се директна железничка веза између Луке Солун и Ниша.

## Остало
У простору изнад луке, традиционално названом „Вардарис“, гради се, између осталих, и Музеј Холокауста Грчке. У овом крају се налазила стара железничка станица, одакле су Јевреји града депортовани у концентрациони логор Аушвиц, а музеј се гради на земљишту које је закупила Хеленска железничка организација. Општина Солун такође жели да у истом крају направи Метрополитен парк, Спомен парк и јеврејску школу.